# Битва при Бровалле
Битва при Бровалле (швед. Slaget vid Bråvalla) — полулегендарное сражение на территории восточной Швеции, описанное в различных средневековых памятниках скандинавской литературы.
О битве при Бровалле, произошедшей во 2-й половине VIII века на территории нынешнего шведского лена Эстергётланд (коммуна Норрчёпинг), упоминается в различных скандинавских сагах (например, в исландской саге о Хервёр), в сочинении Саксона Грамматика Деяния данов, в рунической надписи на камне из Рёка. Точное местоположение сражения не установлено, так как в различных сагах оно разное. Поскольку все источники о битве относятся к XIII веку, современные ученые относятся к ним с большой осторожностью.
Король (конунг) данов и свеев Харальд Хильдетанд разделил управление своим обширным королевством. Оставив под своим прямым управлением территорию Дании и Эстергётланда, он назначил своим вице-королём в Вестергётланде и Свеаланде Сигурда Ринга. Достигнув более чем преклонного возраста (согласно некоторым сагам, в 150 лет) Харальд, убоявшись того, что после смерти он не попадёт в царство воинов-героев Вальгаллу, снарядил свой флот и предложил Сигурду сразиться с ним. Основную массу воинов у Ринга как на флангах, так и в центре составляли куреты и эсты. К флоту Харальда присоединились склавы, ливы и саксонцы.
В этой битве при Бровалле Харальд Хильдетанд пал на поле боя с оружием в руках.
Согласно мнению историков, здесь берёт свои корни легенда о шведской женщине по имени Бленда, которая вместе со своими спутницами уничтожила целый отряд данов, ворвавшихся в Смоланд. В битве при Бровалле сражались сразу три сотни женщин на стороне Сигурда Ринга.